# Metaline
Metaline is een plaats (town) in de Amerikaanse staat Washington, en valt bestuurlijk gezien onder Pend Oreille County.

## Demografie
Bij de volkstelling in 2000 werd het aantal inwoners vastgesteld op 162.
In 2006 is het aantal inwoners door het United States Census Bureau geschat op 172, een stijging van 10 (6,2%).

## Geografie
Volgens het United States Census Bureau beslaat de plaats een oppervlakte van
0,8 km², geheel bestaande uit land. Metaline ligt op ongeveer 616 m boven zeeniveau.

## Plaatsen in de nabije omgeving
De onderstaande figuur toont nabijgelegen plaatsen in een straal van 52 km rond Metaline.